# Fresno
Fresno – miasto w Stanach Zjednoczonych, w stanie Kalifornia, w dolinie San Joaquin, 260 km na południowy wschód od San Francisco. Według spisu z 2020 roku liczy 542,1 tys. mieszkańców, oraz ponad 1 mln w obszarze metropolitalnym. 
Znajdują się tu wielkie winnice oraz sady. Handel winem i owocami (rodzynki, pomarańcze). W  mieście rozwinął się przemysł spożywczy oraz maszynowy.
Tu w ostatnich latach życia mieszkał ormiański bohater narodowy, generał Andranik Ozanian.

## Demografia
Fresno jest trzecim co do wielkości miastem z większością latynoską w Stanach Zjednoczonych. W 2020 roku 50,5% jego populacji określa się jako Latynosi.

## Religia
W 2020 roku największymi grupami religijnymi w aglomeracji były:
- Kościół katolicki – 223 571 członków w 42 parafiach,
- Kościoły zielonoświątkowe (gł. Zbory Boże) – ok. 50 tys. członków w 124 zborach,
- lokalne bezdenominacyjne zbory ewangelikalne – 41 500 członków w 81 zborach,
- Kościoły baptystyczne (gł. Południowa Konwencja Baptystyczna) – ok. 30 tys. członków w 110 zborach,
- Kościół Jezusa Chrystusa Świętych w Dniach Ostatnich (mormoni) – 19 822 wyznawców w 34 świątyniach.
- świadkowie Jehowy – 14 922 członków w 56 zborach
- buddyści – 11 134 wyznawców w 18 zgromadzeniach.

## Klimat
| Miesiąc                                                                                             | Sty  | Lut  | Mar  | Kwi  | Maj  | Cze  | Lip  | Sie  | Wrz  | Paź  | Lis  | Gru  | Roczna |
| --------------------------------------------------------------------------------------------------- | ---- | ---- | ---- | ---- | ---- | ---- | ---- | ---- | ---- | ---- | ---- | ---- | ------ |
| Średnie temperatury w dzień [°C]                                                                    | 12.7 | 16.4 | 19.8 | 23.7 | 28.9 | 33.3 | 36.9 | 36.2 | 32.7 | 26.4 | 18.4 | 12.7 | 24,8   |
| Średnie dobowe temperatury [°C]                                                                     | 8.1  | 10.8 | 13.7 | 16.7 | 21.2 | 25.1 | 28.3 | 27.6 | 24.6 | 19.0 | 12.4 | 8.1  | 17,9   |
| Średnie temperatury w nocy [°C]                                                                     | 3.5  | 5.3  | 7.6  | 9.7  | 13.4 | 16.9 | 19.8 | 19.0 | 16.4 | 11.7 | 6.3  | 3.3  | 11,1   |
| Opady [mm]                                                                                          | 56   | 52   | 52   | 24   | 11   | 5.3  | 0.3  | 0.3  | 4.3  | 16   | 27   | 45   | 292    |
| Średnia liczba dni deszczowych                                                                      | 7.6  | 8.6  | 7.5  | 4.5  | 2.2  | 0.7  | 0.2  | 0.3  | 1.0  | 2.5  | 5.5  | 7.5  | 48,1   |
| Wilgotność [%]                                                                                      | 83   | 77   | 69   | 57   | 47   | 42   | 39   | 45   | 50   | 59   | 74   | 84   | 61     |
| Średnie usłonecznienie [h]                                                                          | 142  | 197  | 286  | 336  | 399  | 412  | 428  | 400  | 346  | 302  | 190  | 127  | 3564   |
| Źródło: NOAA (liczba dni z opadami dla wartości 0,25 mm, 102 m n.p.m., 180 km od oceanu, 1981-2010) |      |      |      |      |      |      |      |      |      |      |      |      |        |

## Miasta partnerskie
- Kōchi, Japonia
- Lahaur, Pakistan
- Meszhed, Iran
- Morogoro, Tanzania
- Münster, Niemcy
- Taraz, Kazachstan
- Torreón, Meksyk
- Werona, Włochy